# Nicolás Jorge
Nicolás Jorge Kolmaniatis  (1784-1866) fue un marino griego nacionalizado argentino que tuvo un destacado papel en la Guerra de Independencia Argentina, las Guerras civiles argentinas y la Guerra del Brasil.

## Biografía
Nació en la isla de Hidra, Grecia, el 6 de diciembre de 1786, hijo de Miguel Jorge y Maximina Mastradica. En 1811 se encontraba ya en Buenos Aires, donde se alistó como contramaestre.

### Campaña Naval de 1814

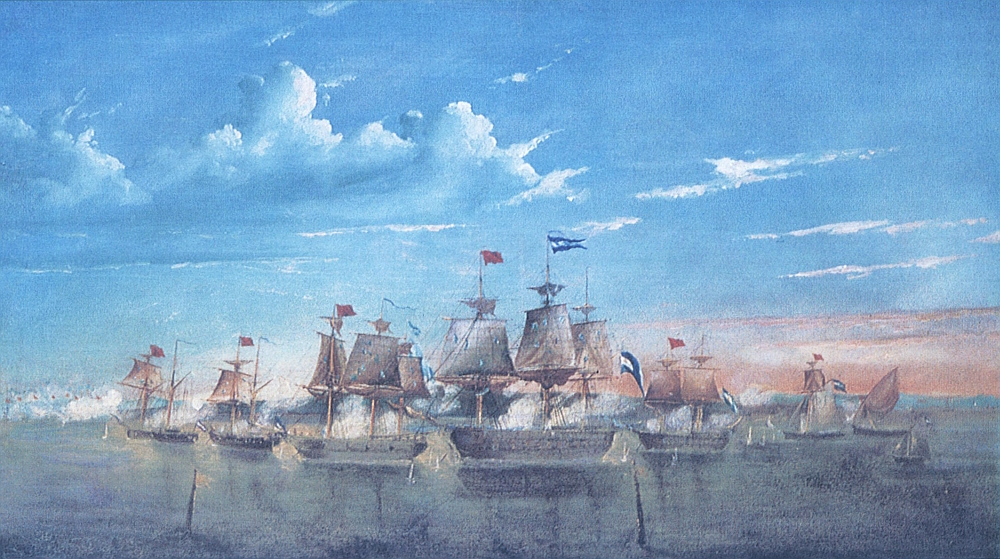
Combate de Martín García.

En febrero de 1814 participó a las órdenes de Benjamin Franklin Seaver de la captura del falucho San Luis y el San Martín.
Iniciada la Campaña Naval de 1814 de Guillermo Brown participó de la decisiva victoria de Martín García.
Embarcado en la sumaca Santísima Trinidad participó del combate de Arroyo de la China el 28 de marzo de 1814. Allí, tras morir su comandante Tomás Nother y su segundo, el teniente David Smith, y ser herido el tercero en la cadena de mando, el subteniente Bartolomé Cerretti, el subteniente Jorge asumió el comando, consiguiendo salvar el buque, convertido en "un casco sin aparejo".
Participó luego del Combate naval del Buceo que se desarrolló entre el 14 y 17 de mayo de 1814 y asistió a la rendición de Montevideo en junio de ese año. Fue condecorado por el Director Supremo de las Provincias Unidas del Río de la Plata Gervasio Posadas y nombrado "Benemérito de la Patria en grado Heroico y Eminente" por la Asamblea General Constituyente.

### Misiones de control (1815-1816)
Desde noviembre de 1815 estuvo al mando de la goleta Dolores (alias La Jabonera) en misiones de control del tráfico fluvial en el río Paraná, hasta que el 17 de noviembre de 1816 —en misión a Montevideo— su nave fue arrojada sobre Punta Yeguas, destrozándose.
El 24 de diciembre de 1816 fue designado subteniente graduado y en 1817 efectivo, trasladándose a Montevideo durante la ocupación portuguesa al mando del falucho San Luis.

### Campaña de Entre Ríos (1817-1818)
En noviembre de 1817 participó de la campaña dispuesta por el director Supremo Juan Martín de Pueyrredón contra Gervasio Artigas y el gobernador de la provincia de Entre Ríos José Ignacio Vera, designado por el caudillo oriental. Jorge apoyó con su artillería a los caudillos sublevados, el coronel Eusebio Hereñú, Gervasio Correa (Gualeguay y el sargento mayor Gregorio Samaniego (Gualeguaychú).
El 14 de diciembre de 1817 batió una columna de 200 hombres al mando de Francisco Ramírez que avanzaba desde la capturada Gualeguaychú. No obstante, las fuerzas directoriales al mando de Luciano Montes de Oca fueron derrotadas el 25 de diciembre en el Combate del Arroyo Ceballos, afluente del río Gualeguay, departamento Gualeguaychú. Tras un nuevo triunfo de Ramírez sobre Domingo Sáez, segundo al mando de las tropas directoriales, el 4 de enero de 1818, en el Combate del arroyo Santa Bárbara (Distrito Pehuajó Norte), éstas debieron retirarse a Puerto Landa y allí embarcarse en las naves de apoyo a Higueritas (Nueva Palmira, Uruguay), mientras que Marcos Balcarce se hacía cargo del mando.
Jorge se sumó a la escuadrilla de apoyo a las fuerzas que Balcarce concentraba en la isla Martín García. El 22 de marzo de 1818 se produjo el desembarco en La Bajada del Paraná, pero la expedición fue finalmente derrotada por Ramírez en el Combate de Saucesito el 25 de marzo de 1818, por lo que Balcarce debió evacuar La Bajada.

### Campaña de Santa Fe (1818-1819)
En septiembre de 1818 la flota del Directorio al mando de Ángel Hubac inició operaciones contra la provincia de Santa Fe y Jorge fue agregado a la expedición. Tras transportar al ejército del coronel Viamonte hasta Santa Fe y a Eusebio Hereñú a Paraná, pronto debió reembarcarlos a San Nicolás de los Arroyos. La escuadra inició un breve bloqueo del puerto de la Bajada del Paraná, pero lo suspendió ante el riesgo de ser atacada por la escuadrilla artiguista al mando de Pedro Campbell.
Las operaciones se mantuvieron durante todo el año de 1819. El 26 de diciembre de 1819 la escuadra fue atacada sorpresivamente por Campbell en las bocas del río Colastiné. Si bien Campbell fue derrotado en el combate, Hubac fue gravemente herido, muriendo poco después. La escuadra bloqueó el puerto de Santa Fe, pero tras la batalla de Cepeda lo levantó para trasladar a los derrotados a la capital.

### Campaña contra la República de Entre Ríos (1821)
En enero de 1821 asumió el mando del bergantín Chacabuco y el 21 de abril de ese año se sumó a la escuadra al mando de José Matías Zapiola en operaciones contra Manuel Monteverde, comandante de la escuadra de la República de Entre Ríos presidida por Francisco Ramírez.
La escuadra, tras transportar a las tropas ahora aliadas de Buenos Aires y Santa Fe a Entre Ríos, se estacionó frente al puerto de Santa Fe, mientras se destacaba una división de lanchas al mando del teniente Leonardo Rosales para cubrir un posible ataque. El 26 de julio se produjo el combate de Colastiné, acción en que fue muerto Monteverde.

### Guerra del Brasil (1825-1828)

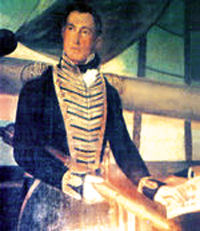
Brown (óleo de F.Goulu, 1825).

Nombrado teniente efectivo, se acogió a la reforma militar de 1822, pero en 1825 —al encararse la guerra del Brasil— volvió al servicio activo en la escuadra republicana al mando de Guillermo Brown, asumiendo el 11 de diciembre de 1825 el mando de la Cañonera N.º 11.
El 26 de febrero de 1826 participó del ataque a Colonia del Sacramento como segundo de Bartolomé Cerreti en el bergantín Balcarce. Muerto su comandante, Jorge debió hacerse cargo del mando y el 1 de marzo luchó heroicamente en la segunda jornada del asalto.
El 27 de abril participó del audaz asalto a la fragata Emperatriz en la misma bahía de Montevideo, y uno de sus proyectiles mató al comandante brasilero Luis Barroso Pereira.
El 10 de junio de 1826 una poderosa escuadra brasileña integrada por 31 barcos se presentó ante Buenos Aires. El 11 de junio se produjo el Combate de Los Pozos y el Balcarce al mando de Jorge salió de puerto y acudió a auxiliar a las exiguas fuerzas de Brown que sostenían la batalla, compuesta sólo de la fragata 25 de Mayo, capitana, y la goleta Río de la Plata al mando de Leonardo Rosales.

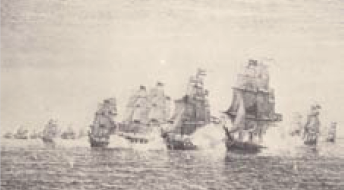
Combate de Quilmes.

El 29 de julio de 1826 en el Combate de Quilmes, Brown enfrentó con la Fragata 25 de Mayo (buque insignia, comandado por Espora), la barca Congreso Nacional, los bergantines Independencia, República y Balcarce, las goletas Sarandí y Río de la Plata, la goleta hospital Pepa y ocho cañoneras, a la escuadra brasileña que avanzaba con diecinueve buques, con dos mil hombres y trescientos cañones, para fondear en las cercanías del canal exterior. Iniciado el ataque, el buque insignia argentino fue duramente castigado por los cañones de las baterías de la división imperial, mientras que el grueso de sus fuerzas no acompañan la acción.
En agosto de ese año fue reemplazado al mando del Balcarce por Francisco José Seguí.

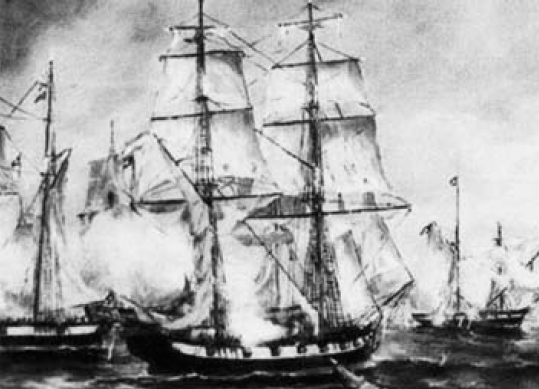
Batalla de Juncal.

El 8 y 9 de marzo de 1827 participó sin mando de buque en la Batalla de Juncal, en que la escuadra de Brown obtuvo un decisivo y completo triunfo sobre una de las tres escuadras enemigas. El 16 de junio de 1827 se hizo cargo del mando de la goleta Esperanza y en agosto de la goleta 18 de Enero, ex Doze de Outubro, capturada en Juncal.
En septiembre de 1827 acompañaba a la goleta 29 de Diciembre (ex Oriental) al mando del capitán Smith en misión a la Provincia de Santa Fe para recibir los contingentes de marineros prometidos por esa provincia, en su mayoría criminales y desertores de la Escuadra Nacional. Estos fueron en su mayor parte subidos a la 29 de Diciembre en razón de su mayor tamaño. Apenas tuvo ocasión la nueva tripulación se amotinó y tras matar al comandante, huyeron en botes a tierras de Entre Ríos, llevando con ellos a la tripulación original con excepción de unos pocos que pudieron esconderse y sin dar tiempo de intervenir a la 18 de Enero.
Tras su defensa del bergantín Sigil, encallado cerca de Quilmes, fue designado capitán. Firmada la paz, el 28 de octubre de 1828 partió a Río de Janeiro para repatriar prisioneros. Dejó el mando de la 18 de enero en diciembre de ese año.

### Confederación Argentina (1835-1852)
Estuvo al frente del pontón Republicano entre noviembre y diciembre de 1834. En 1835 fue nombrado sargento mayor. 
El 3 de abril de 1837 Juan Manuel de Rosas le extendió despachos de práctico de puerto, y estuvo por un tiempo al frente de la Cañonera n.º 7 Porteña, pero el 30 de abril de 1838 fue borrado de la lista militar y se incorporó al ejército del gobernador de Entre Ríos Pascual Echagüe.
Destinado a la artillería, el 10 de abril de 1840 luchó en la batalla de Don Cristóbal contra el ejército de la Provincia de Corrientes, al mando del general Juan Lavalle. El 15 de julio de 1840 fue ascendido a teniente coronel, y al siguiente día luchó en la batalla de Sauce Grande, en la cual fue gravemente herido.
En el marco de la llamada Guerra Grande, en 1841 Jorge se sumó a la escuadrilla al mando del brigadier general Brown contra Fructuoso Rivera. La escuadra estaba compuesta de los bergantines Belgrano y Echagüe, la corbeta 25 de Mayo, los bergantines goletas Vigilante y San Martín, y dos pequeñas goletas. Aparte de Jorge, otros de sus oficiales durante la guerra contra Brasil se alistaron a sus órdenes (Guillermo Bathurst, Juan Bautista Thorne, José María Pinedo, Juan King, Toll).
Por su lado, Rivera creó para enfrentarlo una escuadra formada por tres bergantines, una corbeta, tres goletas y una barda, que puso a las órdenes de John Halstead Coe, quien fuera también oficial de Brown.
Mientras Rivera iniciaba una guerra de corso, Rosas dio instrucciones a Brown de que con su exigua fuerza impidiera el bloqueo del puerto de Buenos Aires, eliminara la escuadra riverista y simultáneamente bloqueara Montevideo.
Entre marzo y abril Jorge estuvo brevemente al frente de la goleta Restauradora y de la Entrerriana, considerada un buque de pésimo andar y condiciones de habitabilidad. Enfermo, fue reemplazado por el teniente Santiago Maurice.
En julio quedó al mando del bergantín General Echagüe y el 3 de agosto participó en la batalla de Santa Lucía, en el cual ambos bandos sufrieron fuertes pérdidas, retirándose Brown con la Belgrano averiada, mientras Coe hacía lo mismo con la goleta Rivera muy dañada, la cual se hundió al entrar a puerto. Estuvo también presente en el combate de Montevideo del 9 de diciembre, en el que se capturó al Cagancha, uno de los mejores buques orientales.
Tras estar desde febrero de 1842 al mando de la goleta Argentina, asumió el comando de la goleta Chacabuco con el grado de teniente coronel, participando del Combate de Costa Brava del 16 de julio de 1842, en que el comandante de la flota riverista José Garibaldi hizo volar su escuadra para evitar que cayese en manos de la flota de la Confederación. Regresó luego a Buenos Aires y en octubre junto al General Echagüe operó contra los corsarios riveristas en el río Uruguay.
Participó de la escuadra que al mando de José María Pinedo facilitó el paso del ejército de Manuel Oribe, quien vencería el 6 de diciembre en la batalla de Arroyo Grande cerrando el sitio de Montevideo.
En marzo de 1843, con el grado de coronel, se sumó al intento de bloqueo de Montevideo repetidamente frustrado por el comandante británico comodoro John Brett Purvis. Operó en abril sobre la costa de Castillos y en mayo y junio sobre Maldonado. Tras escoltar transportes de tropas y suministros a Colonia, el 27 de septiembre de 1843 dejó el mando de la Chacabuco a Santiago Maurice, permaneciendo en el bloqueo hasta febrero de 1844.
En mayo de 1844 comandó una escuadrilla de la Confederación asumiendo también el mando directo de la Chacabuco, buque que ese mismo mes fue muy dañado en un temporal.

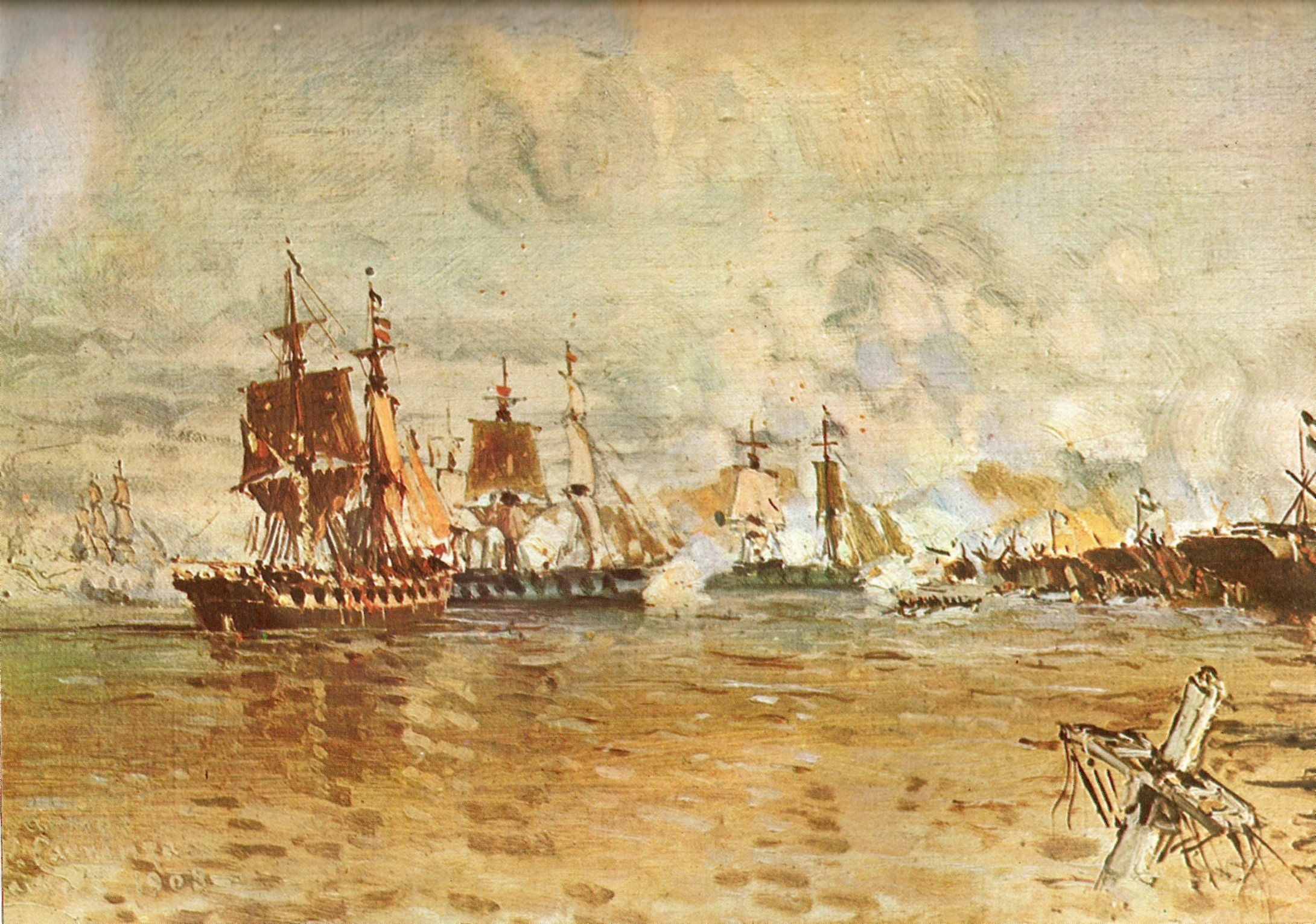
Batalla de la Vuelta de Obligado.

En noviembre de 1845, durante la intervención anglo-francesa el general Lucio Norberto Mansilla, quien recibió el encargo de resistir en la Vuelta de Obligado el avance de la flota extranjera en el Paraná, previendo la posibilidad de que esta decidiera evadir la Vuelta de Obligado, colocó en el otro paso posible (en la Ramada, sobre el Pavón), "dos cadenas de orilla a orilla sobre siete lanchones, una a pro y otra a popa, interceptando el paso. Detrás estaba la escuadrilla fluvial al mando del coronel de marina D. Nicolás Jorge [...] Una batería en tierra a las órdenes del coronel D. Francisco Erézcano, también veterano de la Independencia, capitán de la goleta Chacabuco y que era el comandante superior [...] Además, se habían hundido alguna barcas para dificultar la navegación que presentaba el problema de su poca profundidad para buques de mayor calado".
Ese año Jorge se encontró al mando del pailebote San Cala, uno de los pocos navíos salvados del robo de la escuadra argentina por parte de la flota aliada. Entre 1846 y 1849 patrulló el río Paraná, integrando en ocasiones la escuadrilla de Ramallo. Al ser disuelta esta última en septiembre de 1849, volvió con el San Cala a Buenos Aires.
En 1852 fue dado de baja en dos ocasiones y reincorporado en ambas, la última el 11 de octubre, fecha en que pasó a la Plana Mayor Activa.
Hay referencias a su presencia y participación en la defensa de Concepción del Uruguay el 21 de noviembre de 1852, durante la rechazada invasión de los generales Juan Madariaga y Manuel Hornos.

### Sus últimos años (1857-1866)
En 1857 pasó al Cuerpo de Inválidos. El 16 de abril de 1860 el presidente Santiago Derqui lo reconoció como coronel de marina en actividad y le encargó el parque del Ejército Nacional en Paraná. Fue separado del servicio en 1861 en razón de su avanzada edad.
Murió en Morón el 24 de agosto de 1866 con 80 años de edad sin dejar testamento. Sobre su tumba pronunció un discurso Ángel José Carranza. Se había casado con Bibiana Arretegui.
Su tumba se encuentra en el Cementerio de la Recoleta.

## Homenajes
La Isla Jorge, la más grande del archipiélago de las Sandwich del Sur, recuerda su memoria.
Una calle de Buenos Aires y una de Adrogué, así como una escuela en Haedo la número 18 y la escuela 8 de la Isla Santiago, llevan su nombre.
En 1890 la Armada Argentina dio su nombre a la torpedera de 1.ª clase Jorge y al rastreador de la clase Bathurst ARA Jorge (M-3).
En 1934 la colectividad griega levantó en su honor un obelisco en la isla Martín García.
El año 2016 la Embajada de Grecia en Argentina junto al Correo Argentino realizan un sello postal homenaje a los marinos griegos de la independencia argentina, donde figuran los rostros de Pedro Samuel Spiro y Nicolas Jorge Kolmaniatis, como asesor histórico del proyecto participó el Sr. César Villamayor Revythis miembro del Instituto Nacional Browniano.
En año 2018 por iniciativa del miembro de número del Instituto Nacional Browniano César Villamayor Revythis el Coronel de marina Nicolás Jorge Kolmaniatis fue nombrado ciudadano ilustre post mortem en Morón, esta distinción quedó en custodia de la escuela primaria  n 18 Coronel de marina Nicolás Jorge de Haedo partido de Morón.
En el año 2021 por iniciativa de la comisión homenaje permanente a los marinos griegos héroes de Argentina siendo su presidente el Sr. César Villamayor Revythis se bautizo con el nombre de Nicolás Jorge Kolmaniatis a un aula de la escuela 3 de 16 Grecia del barrio de Agronomía.